# معاداة اليهود خلال الحرب الفلسطينية الإسرائيلية (2023)
معاداة إسرائيل أو معاداة اليهود أو معاداة السامية، هي مصطلحات شاعت في أعقاب هجوم حماس الكبير على إسرائيل في 7 أكتوبر 2023، مما سبب اندلاع الحرب بينهم، ظهرت موجة من معاداة السامية أو معاداة اليهود أو الإسرائيليين، في جميع أنحاء العالم وذلك بسبب القصف الإسرائيلي العنيف على قطاع غزة والذي نتج مقتل الآلاف من الفلسطينيين، وبسبب استمرارها -على الأقل حسب مُعارضيها والقوانين الدولية- لسياسة الاحتلال القمعية والانتهاكات المتكررة للمسجد الأقصى.

## أفريقيا

### مصر
في 8 أكتوبر 2023، أطلق ضابط شرطة مصري النار على سائحين إسرائيليين كما قُتل معهم مرشد سياحي مصري في الإسكندرية، مصر.

### تونس
في 18 أكتوبر 2023، تعرض كنيس الحامة في الحامة، وهو موقع حج يهودي ويحتوي على قبر الحاخام الكابالي يوسف معرافي من القرن السادس عشر، لأضرار بالغة خلال أعمال شغب مناهضة لإسرائيل، وتم تصوير مئات الأشخاص، كما أضرموا النيران في المبنى.

## آسيا

### الصين
بعد بدء الحرب، لاحظت وكالة أسوشيتد برس ارتفاعًا في معاداة السامية على وسائل التواصل الاجتماعي الصينية بشكل كبير، لدرجة أن السفارة الإسرائيلية في بكين اضطرت إلى تصفية التعليقات على حسابها على وسائل التواصل الاجتماعي.
تعرض موظف إسرائيلي في السفارة الإسرائيلية في بكين، للطعن وأصيب في يوم 13 أكتوبر.

## أوروبا

### ألمانيا
في برلين، تم تمييز منازل العديد من اليهود بنجمة داود، مذكرة بعلامات على المنازل والشركات اليهودية في العصر الألماني النازي.
في 18 أكتوبر، ألقيت زجاجتان مولوتوف على كنيس يهودي في حي ميته بوسط برلين، وتم القبض على شخص واحد. في أعقاب إلقاء القنابل الحارقة، أعلن المستشار الألماني أولاف شولتز أن "الهجمات على المؤسسات اليهودية وأعمال العنف في شوارعنا أمر حقير ولا يمكن التسامح معه، ولا مكان لمعاداة السامية في ألمانيا".
في 22 أكتوبر، قال المستشار شولتس: "إنني أشعر بغضب شديد إزاء الطريقة التي اندلعت بها الكراهية المعادية للسامية والتحريض اللاإنساني منذ 7 أكتوبر المشؤوم، على شبكة الإنترنت، وفي وسائل التواصل الاجتماعي في جميع أنحاء العالم، وبشكل مخز أيضًا هنا في ألمانيا". ويُتابع قائلاً "هنا في ألمانيا، من بين جميع الأماكن، ولهذا السبب يجب أن تكون شعارنا "لن يحدث مرة أخرى" في محاولة للإشارة برفضه عودة الحكم النَّازي أو تكرار لممارساته ضد اليهود.

### فرنسا
ردًا على تزايد الحوادث المعادية للسامية في فرنسا، حظرت الحكومة الفرنسية المظاهرات المؤيدة للفلسطينيين في البلاد، في خطاب متلفز في 12 أكتوبر، حذر الرئيس الفرنسي إيمانويل ماكرون، قائلاً "دعونا نتذكر أن معاداة السامية كانت دائمًا مقدمة لأشكال أخرى من الكراهية: يومًا ما ضد اليهود، وفي اليوم التالي ضد المسيحيين، ثم المسلمين، ثم الجميع". أولئك الذين ما زالوا هدفًا للكراهية بسبب ثقافتهم أو أصلهم أو جنسهم".

### بولندا
في مظاهرة مؤيدة للفلسطينيين في وارسو في 21 أكتوبر، تم تصوير طالبة الطب النرويجية ماري أندرسن وهي تحمل ملصقًا معاديًا للسامية أظهر علم إسرائيل في سلة المهملات إلى جانب النص "حافظ على نظافة العالم".

### روسيا
في 29 أكتوبر 2023، اقتحمت مجموعة من المتظاهرين مطار داغستان بحثًا عن ركاب إسرائيليين قادمين من تل أبيب.

### إسبانيا
في 18 أكتوبر 2023، تعرض كنيس أور زاروعة في مليلية، وهي جيب إسباني في شمال إفريقيا، لهجوم من قبل حشد من الناس يهتفون "إسرائيل القاتلة" بينما كانوا يلوحون بالأعلام الفلسطينية.

### تركيا
أفادت صحيفة سالوم اليهودية التركية عن تزايد حالات معاداة السامية وخطاب الكراهية على تويتر.

### المملكة المتحدة
في 13 أكتوبر 2023، قال رئيس الوزراء البريطاني ريشي سوناك : "لقد كان هناك بصراحة ارتفاع مثير للاشمئزاز في الحوادث المعادية للسامية". في 20 أكتوبر 2023، ذكرت صحيفة الغارديان أنه وفقًا لشرطة العاصمة، كانت هناك زيادة بنسبة 1350٪ في جرائم الكراهية ضد اليهود منذ بدء الحرب.

## أمريكا الشمالية

### كندا
في 17 أكتوبر 2023، قال رئيس الوزراء الكندي جاستن ترودو : "منذ اندلاع هذا الصراع، كان هناك ارتفاع مخيف للغاية في معاداة السامية هنا في الوطن".

### الولايات المتحدة
في 25 أكتوبر، ذكرت رابطة مكافحة التشهير (ADL) أن الحوادث المعادية للسامية أو اليهود في الولايات المتحدة زادت بنسبة 388٪ منذ بدء الحرب، بما في ذلك الاعتداء والمضايقة والتخريب.
في 9 أكتوبر، تم تخريب حفل زفاف في جامعة ولاية كاليفورنيا للفنون التطبيقية، هومبولت بكتابات معادية لإسرائيل.
في 10 أكتوبر، ألقى رجل حجارة على الأبواب الزجاجية لمعبد يهودي ومقهى في فريسنو، كاليفورنيا، وألقى رجل الحجارة على الأبواب الثانية وكتب عليها "سيتم استهداف جميع الشركات اليهودية".
في 11 أكتوبر، في جامعة كولومبيا، اعتدت امرأة على رجل إسرائيلي بعصا بعد أن تصدى لها لتمزيق ملصقات عليها صور ومعلومات عن إسرائيليين مختطفين. وقد تم اتهامها بارتكاب جريمة كراهية.
في 11 أكتوبر، ألقي القبض على رجل لإرساله رسائل بريد إلكتروني تهديدية إلى كنيس يهودي في شارلوت بولاية نورث كارولينا.
في 14 أكتوبر، لكم رجل في محطة غراند سنترال بنيويورك امرأة على وجهها، قائلاً لها إن ذلك بسبب أنها يهودية.
في 15 أكتوبر، في بيركلي، كاليفورنيا ، تم تشويه لوحة إعلانية تنادي بمعاداة السامية بكتابات معادية للسامية ومعادية لإسرائيل، تشيد بهجمات حماس. كما تم تخريب العديد من المباني في سان فرانسيسكو برسائل مماثلة، مما أثار إدانة عمدة لندن بريد والمدعي العام للمقاطعة بروك جينكينز.
وتحدث راسل ريكفورد، الأستاذ بجامعة كورنيل ، في تجمع حاشد يوم 15 أكتوبر/تشرين الأول، واصفاً هجمات حماس بأنها "مبهجة". وأدانت قيادة الجامعة تصريحاته، وطالبت السيناتور كيرستن جيليبراند وعضوة الكونجرس كلوديا تيني بإقالته. واعتذر بعد ذلك عن التصريحات التي وردت في صحيفة كورنيل ديلي صن. وفي 21 أكتوبر، أُعلن أن ريكفورد سيأخذ إجازة لبقية الفصل الدراسي.
في 19 أكتوبر، قام مكتب المراقب المالي في إلينوي بطرد إحدى محاميته، سارة شودري، بسبب تصريحات معادية للسامية أدلت بها على صفحة إنستغرام لمحامية أخرى، وهي يهودية. كما تم عزل شودري من منصبها كرئيسة لنقابة المحامين في جنوب آسيا في شيكاغو.
في 20 أكتوبر، تم تخريب مبنى مجاور للأخوة اليهودية في جامعة بنسلفانيا بكتابات معادية للسامية كتب عليها "اليهود آر النازيين".
في 25 أكتوبر، تحصن عدد من الطلاب اليهود داخل مكتبة في كلية كوبر يونيون ، بينما قام حشد من المتظاهرين المؤيدين لفلسطين بقصف الأبواب والنوافذ ورددوا شعارات. أدان ADL واللجنة اليهودية الأمريكية وحاكمة نيويورك كاثي هوتشول الحادث. ومع ذلك، نفى العديد من الطلاب المؤيدين للفلسطينيين الادعاء بأنهم كانوا يستهدفون الطلاب اليهود. وقال الطلاب الذين يمثلون التجمع المؤيد للفلسطينيين في بيان لشبكة سي بي إس: " لقد خططنا للاحتجاج السلمي خارج المبنى قبل الدخول ومواصلة احتجاجنا خارج مكتب الرئيس. … وعندما وصلنا إلى المكتبة، قيل لنا إنها مغلقة، فواصلنا الترنيم خارج النافذة الزجاجية للمكتبة”. 
اقتحم رجل منزل عائلة يهودية في لوس أنجلوس في 25 أكتوبر، وهو يصرخ "فلسطين حرة" و"اقتلوا اليهود".

## أوقيانوسيا

### أستراليا
في 9 أكتوبر، هتف المشاركون في مسيرة مؤيدة للفلسطينيين في سيدني نظمتها الجماعة الإسلامية حزب التحرير، "غازوا اليهود" أمام دار الأوبرا في سيدني.
في 10 أكتوبر، وجه عدة أفراد في ملبورن تهديدات بالقتل ضد اليهود، وقامت إحدى المجموعات بمضايقة حاخام وابنه، وسألت أخرى عن مكان العثور على اليهود، قائلين إنهم "يطاردون اليهود".
في 11 أكتوبر، هدد رجل في بلفيو هيل، نيو ساوث ويلز، بقتل أربعة مراهقين يهود في سيارة ملفوفة بالعلم الإسرائيلي. وتم القبض عليه فيما بعد ووجهت إليه التهم.
في 12 أكتوبر، تلقى المجلس التنفيذي ليهود أستراليا تهديدًا بالقتل على موقع إنستغرام ، قائلًا: "نحن قادمون إليك قريبًا، من غرب سيدني" إلى جانب صورة لرجل على وشك أن يقطع رأسه على يد داعش.
في 13 أكتوبر، أدى ثلاثة رجال التحية النازية خارج المتحف اليهودي في سيدني . في ملبورن، تم الإبلاغ عن عدة حالات من الكتابة على الجدران معادية لليهود.
في 14 أكتوبر، سار ما بين 20 إلى 30 عضوًا من الشبكة الاشتراكية الوطنية للنازيين الجدد أمام وداخل محطة سكة حديد شارع فليندرز في ملبورن، عارضين لافتة كتب عليها "فضح القوة اليهودية" وقاموا بتوزيع أدب النازيين الجدد.

## أنظر أيضا
- معاداة الفلسطينيين خلال الحرب الفلسطينية الإسرائيلية عام 2023
- حادث إطلاق النار 2025 في واشنطن